# ヒューム (小惑星)
ヒューム (7009 Hume) は小惑星帯に位置する小惑星。ベルギーの天文学者エリック・ヴァルター・エルストがヨーロッパ南天天文台で発見した。
18世紀のイギリスの哲学者デイヴィッド・ヒュームに因んで命名された。